# Dsungaripterus
Dsungaripterus weii
Genre
Espèce
Dsungaripterus est un genre fossile de ptérosaures de la famille des dsungariptéridés ayant vécu au Crétacé inférieur. Selon Paleobiology Database en 2025, ce genre Dsungaripterus est resté monotypique et la seule espèce connue est l'espèce type Dsungaripterus weii.

## Historique
Le genre Dsungaripterus et l'espèce Dsungaripterus weii sont décrites en 1964 par le paléontologue chinois Yang Zhongjian,,.

### Fossiles
Selon Paleobiology Database en 2025, ce genre Dsungaripterus a quatre collections référencées de fossiles. Ces quatre collections sont du Valanginien du Crétacé inférieur, c'est-à-dire datent de 139,8 à 132,9 Ma avant notre ère.

### Répartition
Selon Paleobiology Database en 2025, ces quatre collections proviennent de deux pays asiatiques, trois collections de Chine et une collection de Mongolie.
La seule espèce connue, Dsungaripterus weii, a été découverte en Chine dans la formation géologique de Lianmuqin dans le bassin de Dzoungarie dans le nord de la région autonome du Xinjiang, et décrite en 1973 par le célèbre paléontologue chinois Yang Zhongjian, connu aussi sous le nom de C. C. Young.

## Description

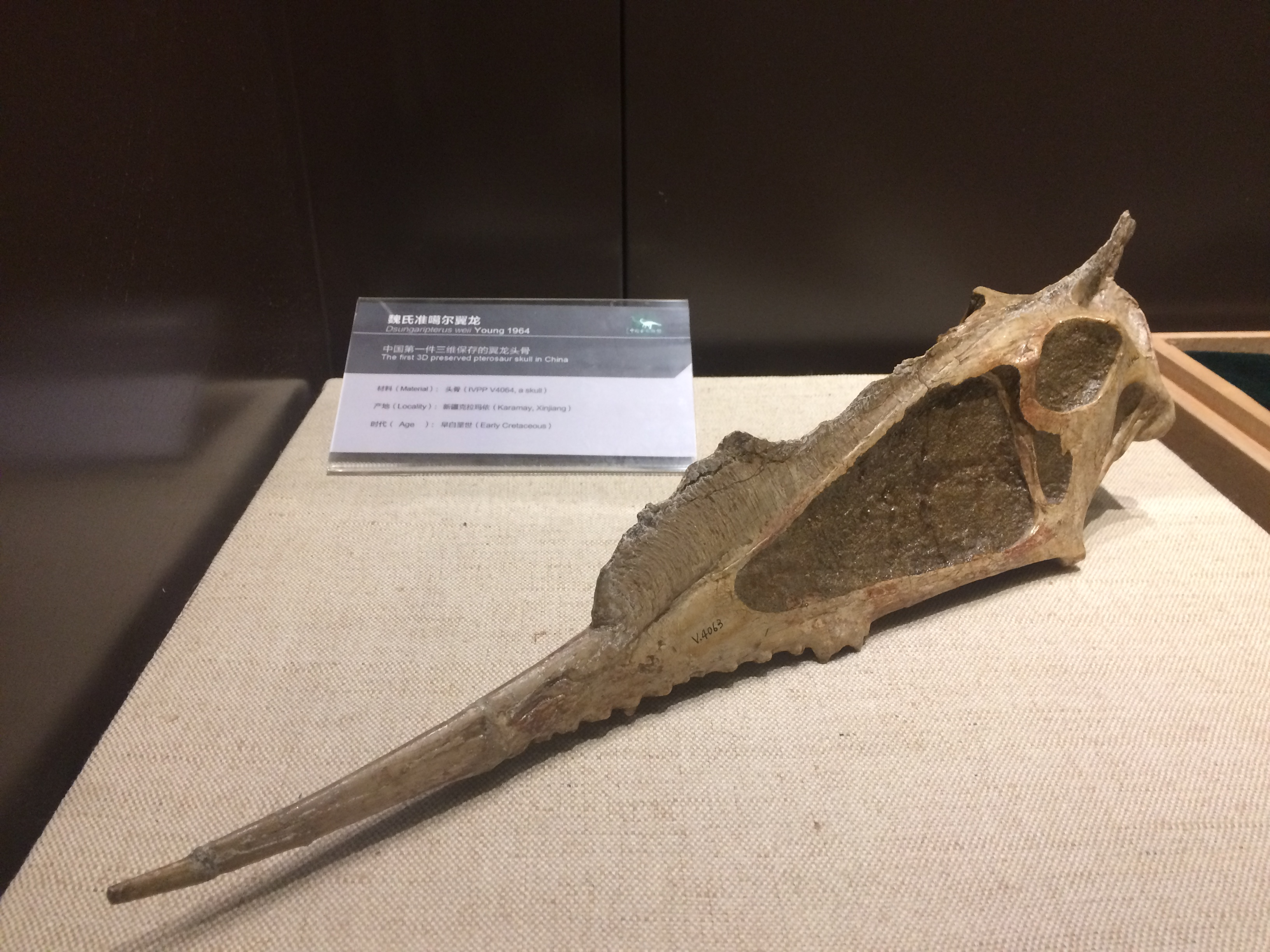
Crâne de Dsungaripterus (IVPP V4064).

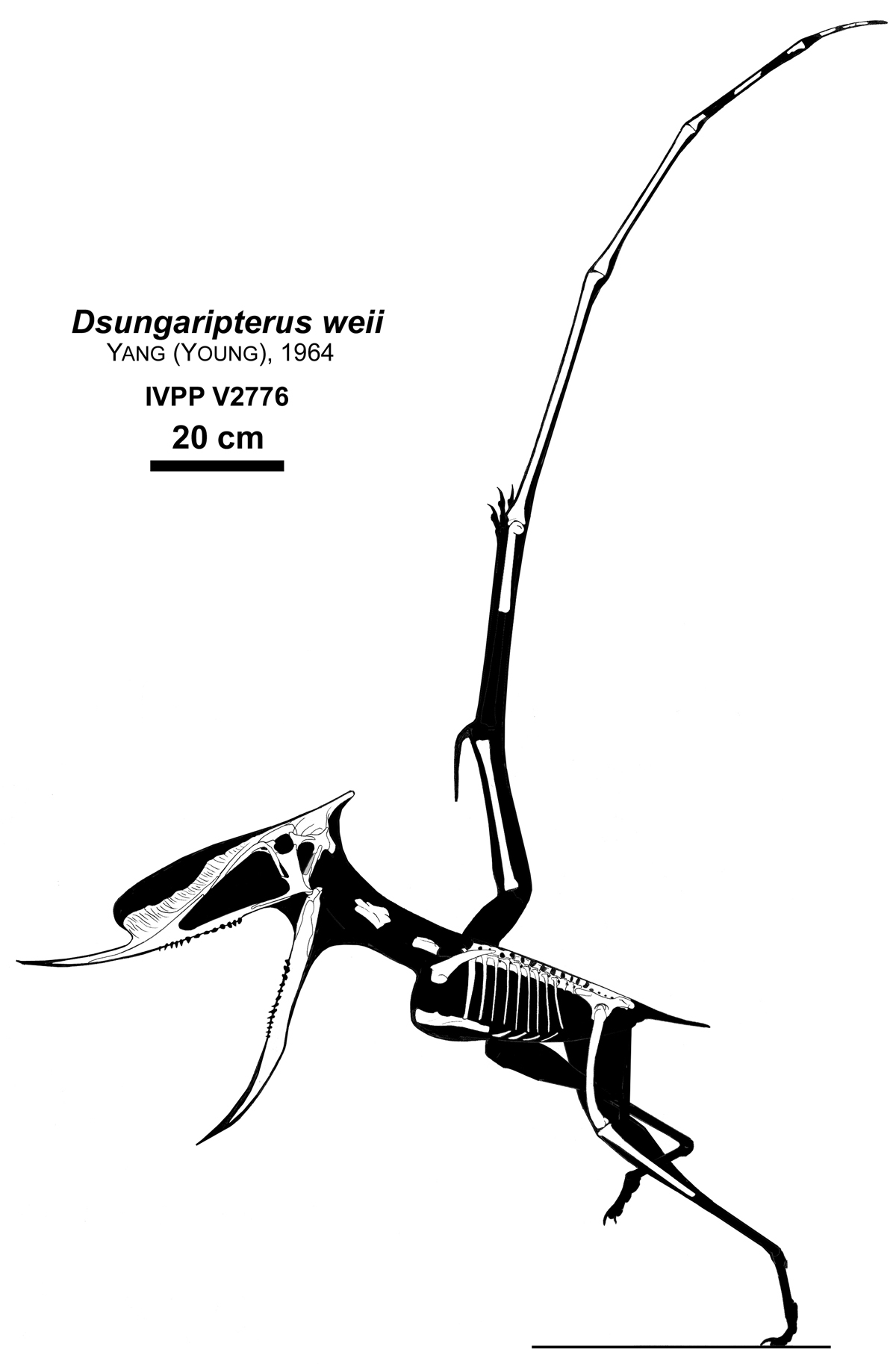
Diagramme du squelette de Dsungaripterus weii avec la silhouette du corps de l'animal.

Son envergure était de 3 mètres. Dsungaripterus possédait une crête osseuse insolite le long de son bec et des mâchoires courbées vers le haut avec un bec pointu. On pense que sa crête pouvait servir de gouvernail pendant le vol, ou peut-être, à la séduction du sexe opposé lors de la saison des amours.
Il avait des dents plates à l’arrière de sa mâchoire, bien développées et espacées, probablement pour écraser les coquilles de ses proies.

## Classification
Andres, Clark et Xu ont réalisé en 2014 une étude étude phylogénétique conduisant au cladogramme ci-dessous des Dsungaripteromorpha :
|                  | Noripterus                                                         |
|                  |                                                                    |
| Dsungaripterinae | \| \| Domeykodactylus \| \| \| \| \| \| Dsungaripterus \| \| \| \| |
|                  | \| \| Domeykodactylus \| \| \| \| \| \| Dsungaripterus \| \| \| \| |
|                  | Domeykodactylus                                                    |
|                  |                                                                    |
|                  | Dsungaripterus                                                     |
|                  |                                                                    |

|  | Domeykodactylus |
|  |                 |
|  | Dsungaripterus  |
|  |                 |

|                  | Noripterus                                                         |
|                  |                                                                    |
| Dsungaripterinae | \| \| Domeykodactylus \| \| \| \| \| \| Dsungaripterus \| \| \| \| |
|                  | \| \| Domeykodactylus \| \| \| \| \| \| Dsungaripterus \| \| \| \| |
|                  | Domeykodactylus                                                    |
|                  |                                                                    |
|                  | Dsungaripterus                                                     |
|                  |                                                                    |

|  | Domeykodactylus |
|  |                 |
|  | Dsungaripterus  |
|  |                 |

### Publication originale
- [1964] (en) Yang Zhongjian, « On a new pterosaurian from Sinkiang, China », Vertebrata PalAsiatica, vol. 8, no 3,‎ 1964, p. 221-255.